# Olympiska vinterspelen 2034
Olympiska vinterspelen 2034 blir de 27:e (XXVII) olympiska vinterspelen och är planerade att hållas i Salt Lake City i Utah i USA, från 10 till 26 februari 2034.
Internationella olympiska kommittén utsåg USA till arrangör vid sin 142:a IOK-session i Paris 24 juli 2024. Beslutet kom med villkoret att det internationella antidopningsorganet Wadas arbete måste respekteras och organet måste ses som högst beslutande inom dopningsfrågor. Bakgrunden till IOK:s förbehåll är en konflikt mellan Wada och den amerikanska antidopningsorganisation Usada.
Salt Lake City arrangerade även vinter-OS 2002.